# 笑顔にカンパイ!
「笑顔にカンパイ!」（えがおにカンパイ!）は、2011年6月1日に発売された郷ひろみ96作目のシングル。

## 解説
郷の歌手活動40周年を飾るシングル。「笑顔にカンパイ!」は、布袋寅泰の楽曲提供とプロデュースを受け『サラリーマンNEO Season 6）』主題歌に起用された。初回限定生産盤付属DVD収録のミュージック・ビデオは全編、曲に合わせたダンス・シーンを展開。丹下紘希が監督、ダンス振付はコンドルズの近藤良平が担当。ジャケット写真の異なるCDのみの通常盤も同日発売。

## 収録曲
1. 笑顔にカンパイ!（3分47秒）
作詞・作曲・編曲：布袋寅泰
2. 良い加減で行こう!（3分34秒）
作詞・作曲・編曲：JackPotBeats
3. 笑顔にカンパイ! ～Instrumental～
4. 良い加減で行こう! ～Instrumental～